# Timothy Colton
Timothy James Colton (Timmins, 14 de julio de 1947) es un politólogo e historiador canadiense-estadounidense que se desempeña como profesor Morris y Anna Feldberg de Gobierno y Estudios Rusos en la Universidad de Harvard. Su trabajo académico y sus intereses están en la política rusa y postsoviética. Actualmente es miembro del consejo editorial de Política mundial y asuntos postsoviéticos. Ha sido miembro de la Academia Estadounidense de Artes y Ciencias desde 2011.

## Biografía
Fue director del Centro Davis de Estudios Rusos y Euroasiáticos y presidente del Departamento de Gobierno de Harvard. Anteriormente fue miembro del Centro Internacional para Académicos Woodrow Wilson y vicepresidente del Consejo Nacional para la Investigación de Europa del Este, Rusia y Eurasia.
Publicó El dilema de la reforma en la Unión Soviética en 1984, que trataba de la situación política y económica en Rusia después de la muerte de Konstantín Chernenko y el ascenso de Mijaíl Gorbachov. El libro predijo que el mandato de Gorbachov daría como resultado una reforma moderada o una política cada vez más conservadora. En 1987 se publicó una versión revisada y ampliada. En 1995, publicó Moscú: Gobierno de la metrópolis socialista, que recibió el premio al mejor libro académico en gobierno y ciencias políticas por la Asociación de Editores Estadounidenses.
En 2000, publicó Ciudadanos en transición: votantes y qué los influye en la nueva Rusia, que presentaba un modelo para los patrones de votación rusos basado en estudios realizados previamente. El libro se destacó por su enfoque sistemático de la política rusa.
En 2008, publicó Yeltsin: una vida, que reexaminaba la reputación y el legado del presidente ruso Borís Yeltsin. El libro recibió críticas en su mayoría positivas, que elogiaron su escritura y su conocimiento de la vida y carrera política de Yeltsin. Luke March, en una reseña para Europe-Asia Studies, comparó el libro con Yeltsin: A Revolutionary Life de Leon Aron, y encontró que los argumentos de Colton eran más "equilibrados y concisos". El politólogo Peter Reddaway, que escribe para Johnson's Russia List, consideró que el libro tenía "méritos sobresalientes en el aspecto psicológico", pero que mostraba a Yeltsin bajo una buena luz. Jonathan Steele de The Guardian dio una reseña similar, diciendo que sentía que Colton se puso del lado de Yeltsin en la mayoría de los eventos y respaldó el libro "con una enorme cantidad de investigación".
En 2016, publicó Rusia: lo que todos necesitan saber, que es una descripción general de la historia política de la Federación Rusa. Rose Deller, que escribe para el blog de la London School of Economics, elogió el libro por su legibilidad, análisis en profundidad y enfoque "refrescante" de la política rusa. A este libro le siguió el libro de 2017, Todos pierden: la crisis de Ucrania y la ruinosa competencia por la Eurasia postsoviética, que es una descripción general de la crisis de Ucrania. Fue elogiado por los críticos por desafiar los mitos sobre la crisis de Ucrania, y Andrei P. Tsygankov de Slavic Review afirmó que era una descripción equilibrada de los acontecimientos de Ucrania.

### Vida personal
Es hermano del ex corresponsal de CBC Radio en Washington D. C., Michael Colton.

## Publicaciones seleccionadas
- Everyone Loses: The Ukraine Crisis and the Ruinous Contest for Post-Soviet Eurasia. Routledge, Instituto Internacional de Estudios Estratégicos. (con Samuel Charap, 2017)
- Russia: What Everyone Needs to Know. Oxford University Press. (2016)
- Yeltsin: Una vida . Libros básicos. (2008)
- Popular Choice and Managed Democracy: The Russian Elections of 1999 and 2000. Prensa de la Institución Brookings. (con Michael McFaul, 2003)
- Transitional Citizens: Voters and What Influences Them in the New Russia. Harvard University Press. (2000)
- Moscow: Governing the Socialist Metropolis. Harvard University Press. (1995)
- The Dilemma of Reform in the Soviet Union. Consejo de Relaciones Exteriores de Nueva York. (1984)